# Шенгенское соглашение
Шенге́нское соглаше́ние — соглашение об упрощении паспортно-визового контроля на границах ряда государств Европейского союза, изначально подписанное 14 июня 1985 года пятью европейскими государствами (Бельгией, Нидерландами, Люксембургом, Францией и ФРГ). Оно вступило в силу 26 марта 1995 года и прекратило существование 1 мая 1999 года, будучи замещено Шенгенским законодательством Европейского союза.
Важнейшим последствием соглашения стало образование так называемой Шенгенской зоны. В пределах Шенгенской зоны движение людей осуществляется, как правило, без паспортно-визового контроля на внутренних границах. По состоянию на 2024 год в Шенгенскую зону входило 29 стран.

## История Шенгенского соглашения и Шенгенского законодательства

участвующие страны ЕС
страны ЕС, которые не участвуют, но обязаны присоединиться
страны ЕС, которые обладают исключениями из права ЕС
участвующие страны вне ЕС
страны вне ЕС, которые де-факто участвуют
страны вне ЕС с открытыми границами

При создании Европейского экономического сообщества среди основных целей его существования было заявлено создание общего рынка, что подразумевало достижение так называемых Четырёх свобод: перемещения товаров, услуг, людей и капиталов. Ради свободы перемещения товаров и услуг в 1958 году был создан Таможенный союз, а также приняты многочисленные иные соглашения.
Тем не менее, свобода перемещения людей оставалась стеснённой. Хотя гражданам государств ЕЭС не требовались визы для взаимных поездок, сохранение паспортного контроля означало необходимость получать паспорта и потери времени при прохождении границ.
Соглашение о постепенном отказе от пограничного контроля было подписано 14 июня 1985 года представителями Бельгии, Люксембурга, Нидерландов, Франции и ФРГ на судне «Принцесса Мари-Астрид» посреди Мозеля, в месте схождения границ Люксембурга, Франции и ФРГ и получил название по ближайшей к этому месту деревне Шенген. Точка схождения границ именно этих трёх стран была выбрана в связи с тем, что аналогичное законодательство об отмене паспортного контроля к тому времени уже применялось странами Бенилюкса.
Изначально договор существовал независимо от других структур европейской интеграции, в частности из-за того, что между европейскими странами не было консенсуса по вопросу об отмене пограничного контроля.
В исходном варианте соглашение предусматривало только постепенную замену паспортного контроля на визуальное наблюдение за индивидуальными транспортными средствами, которые могли бы не останавливаться на границах, а лишь проследовать с пониженной скоростью.
В 1986 году был принят Единый европейский акт, поставивший цель создать единый рынок в Европе в срок до 31 декабря 1992 года. Началась разработка Договора об образовании Европейского союза, который был позже принят в Маастрихте. Договор учреждал понятие гражданства Европейского союза. Граждане ЕС отныне получали неотъемлемое право перемещаться по всей территории ЕС. Рост подвижности населения ставил вопрос о необходимости постепенного полного отказа от пограничных процедур на внутренних границах ЕС.
В 1990 году теми же пятью государствами была подписана Конвенция о введении в действие и применении Шенгенского соглашения. Именно этой конвенцией было предусмотрено создание Шенгенской зоны с полной отменой регулярного паспортного контроля, унифицированной визовой политикой для владельцев обычных паспортов, полицейским и судебным сотрудничеством. Соглашение заработало в 1995 году для семи стран (к первоначальным участникам присоединились Испания и Португалия).

### Шенгенское право Европейского союза
1 мая 1999 года вступил в силу Амстердамский договор, внёсший изменения в Европейский союзный договор. В соответствии с V разделом обновлённого договора положения Конвенции о введении в действие и применении Шенгенского соглашения были включены в законодательство ЕС. Соответствующий раздел европейского законодательства заместил Шенгенское соглашение и получил собирательное название Шенгенского законодательства.
Новые члены ЕС не подписывают Шенгенское соглашение как таковое: они обязываются исполнять Шенгенские правила как часть законодательства ЕС, которое они должны принять целиком при вступлении. Изменения в Шенгенское законодательство вносятся не в соответствии с условиями, которые были определены в исходном соглашении, а в рамках законодательной процедуры ЕС.

### Лихтенштейн
Лихтенштейн имел пограничный и таможенный союз со Швейцарией с 1923 года; граница княжества со Швейцарией не охранялась; граница с Австрией охранялась швейцарской пограничной службой. После вступления Швейцарии в Шенгенскую зону в 2008 году и до вступления самого Лихтенштейна встал вопрос о границе между двумя государствами.
Учитывая, что в княжестве нет ни морских, ни воздушных портов, через которые можно было бы попасть на его территорию, минуя Шенгенскую зону, и в связи с планируемым вступлением в неё самого Лихтенштейна, было выработано специальное временное решение. Вместо полноценного пограничного контроля было установлено видеонаблюдение за дорогами, соединяющими Лихтенштейн и Швейцарию. В то же время граница с Австрией продолжала охраняться как внешняя граница Швейцарии. Была достигнута договорённость, согласно которой шенгенские визы иностранцам, постоянно проживающим в Лихтенштейне, выдаются бесплатно. Кроме того, Лихтенштейн привёл своё законодательство в соответствие с Шенгенским законодательством.
Договор о присоединении Лихтенштейна к Шенгенскому законодательству был подписан в 2008 году, и отмена пограничного контроля ожидалась ещё в 2009 году, однако процесс затянулся из-за возражений Германии и Швеции, которые считали, что Лихтенштейн прилагает недостаточно усилий для борьбы с уклонением от налогообложения. Однако позже возражения были сняты, и полная отмена пограничного контроля произошла 19 декабря 2011 года.

## Участие
| Государство | Присоединение к соглашению | Отмена пограничного контроля (будущие события курсивом) | Приостановления | Исключения | Примечания |
| Австрия | 28 апреля 1995             | 1 декабря 1997                                          | С 16 января 2016 соглашение временно приостановлено в связи с потоком беженцев с Ближнего Востока.                                         | | |
| Андорра | —                          | —                                                       | | | Со стороны Андорры отсутствует пограничный контроль на границах с Испанией и Францией. Однако со стороны Франции и Испании выборочный контроль остаётся, и граждане третьих стран, въехавшие во Францию или Испанию по однократной шенгенской визе, не имеют легальной возможности посещать Андорру. Таможенный контроль остаётся, так как Андорра не состоит в таможенном союзе с Евросоюзом. |
| Бельгия | 19 июня 1990               | 26 марта 1995                                           | С 10 по 30 января 2000 года, в связи с амнистией лиц без права на пребывание в стране. Перед и во время чемпионата Европы по футболу 2000. | | |
| Болгария | 1 января 2007              | 31 марта 2024                                           | | | Отмена пограничного контроля наземных границ произошла с 1 января 2025 года. |
| Ватикан | —                          | 26 октября 1997                                         | | | С точки зрения пограничного режима де-факто часть Италии. |
| Великобритания | 29 мая 2000                | —                                                       | | | C 1 января 2005 года формально участвует в предусмотренных Шенгенским законодательством положениях о полицейском и судебном сотрудничестве. Это сотрудничество распространяется на Гибралтар, но не на другие заморские территории, коронные земли и суверенные военные базы. |
| Венгрия | 1 мая 2004                 | 21 декабря 2007                                         | | | |
| Германия | 19 июня 1990               | 26 марта 1995                                           | Перед и во время чемпионата мира по футболу 2006. Во время встречи «Большой восьмёрки» в 2007 году.                                        | | С присоединением ГДР к ФРГ 3 октября 1990 года, Шенгенское соглашение стало распространяться и на территорию бывшей ГДР. Город Бюзинген-на-Верхнем-Рейне и остров Гельголанд не входят в таможенный союз ЕС. При этом Бюзинген-на-Верхнем-Рейне состоит в таможенном союзе со Швейцарией. |
| Греция | 6 ноября 1992              | 26 марта 2000                                           | | | Формальное вступление в силу уже в 1997 году, но, по причине сомнений других государств ЕС в надёжности и безопасности, фактически только с 2000 года. |
| Дания | 19 декабря 1996            | 25 марта 2001                                           | | Гренландия · Фарерские острова                                                                                     | Фарерские острова, не входя в Шенгенскую зону, в то же время входят в Северный паспортный союз. Граждане государств этого союза имеют право въезжать на острова без прохождения паспортного контроля. Это право не распространяется на граждан третьих государств, в том числе и граждан ЕС.                                                                                                   |
| Ирландия | 29 мая 2000                | —                                                       | | | Подана заявка в Совет ЕС на участие в предусмотренных Шенгенским законодательством положениях о полицейском и судебном сотрудничестве. Заявка одобрена, однако формально пока в силу не вступила. |
| Исландия | 19 декабря 1996            | 25 марта 2001                                           | | | |
| Испания | 25 июня 1991               | 26 марта 1995                                           | С 28 апреля по 4 мая 2012 года в связи с заседанием руководства Европейского центрального банка в Барселоне.                               | Сеута и Мелилья (паспортный контроль при выезде с территории африканских городов на остальную территорию Испании)  | |
| Италия | 17 ноября 1990             | 26 октября 1997                                         | Перед и во время встречи «Большой восьмёрки» в 2001 году в Генуе. Перед и во время встречи «Большой восьмёрки» в 2009 году в Аквиле.       | | Города Кампионе-д’Италия и Ливиньо не входят в таможенный союз ЕС. Кампионе-д’Италия состоит при этом в таможенном союзе со Швейцарией. |
| Кипр | 1 мая 2004                 | сроки не определены                                     | | Северная часть острова остаётся неподконтрольной правительству Кипра, и на ней законодательство ЕС не применяется. | Полное применение законодательства отложено на неопределённый срок из-за нежелания Кипром установления жёсткого пограничного режима с Турецкой Республикой Северного Кипра. |
| Латвия | 1 мая 2004                 | 21 декабря 2007                                         | 24.05-01.06.2010 в связи с проведением в Риге Парламентской Ассамблеи стран НАТО.                                                          | | |
| Литва | 1 мая 2004                 | 21 декабря 2007                                         | Перед и во время встречи министров обороны государств НАТО в Вильнюсе в 2008 году.                                                         | | |
| Лихтенштейн | 28 февраля 2008            | 19 декабря 2011                                         | | | Таможенный контроль остаётся, так как Лихтенштейн не состоит в таможенном союзе с Евросоюзом. |
| Люксембург | 19 июня 1990               | 26 марта 1995                                           | | | |
| Мальта | 1 мая 2004                 | 21 декабря 2007                                         | | | |
| Монако | —                          | 26 марта 1995                                           | | | С точки зрения пограничного режима де-факто часть Франции. |
| Нидерланды | 19 июня 1990               | 26 марта 1995                                           | Перед и во время чемпионата Европы по футболу 2000.                                                                                        | Аруба · Кюрасао · Синт-Мартен · Карибские Нидерланды                                                               | |
| Норвегия | 19 декабря 1996            | 25 марта 2001                                           | | Шпицберген (свободный доступ по Шпицбергенскому трактату)                                                          | |
| Польша | 1 мая 2004                 | 21 декабря 2007                                         | Перед и во время чемпионата Европы по футболу 2012                                                                                         | | |
| Португалия | 25 июня 1991               | 26 марта 1995                                           | Перед и во время чемпионата Европы по футболу 2004. 16.-20.11.2010 в связи со встречей глав государств НАТО                                | | |
| Румыния | 1 января 2007              | 31 марта 2024                                           | | | Отмена пограничного контроля наземных границ произошла с 1 января 2025 года. |
| Сан-Марино | —                          | 26 октября 1997                                         | | | С точки зрения пограничного режима де-факто часть Италии. |
| Словакия | 1 мая 2004                 | 21 декабря 2007                                         | | | |
| Словения | 1 мая 2004                 | 21 декабря 2007                                         | | | |
| Финляндия | 19 декабря 1996            | 25 марта 2001                                           | | | |
| Франция | 19 июня 1990               | 26 марта 1995                                           | | Заморские департаменты                                                                                             | |
| Хорватия | 1 июня 2013                | 1 января 2023                                           | | | |
| Чехия | 1 мая 2004                 | 21 декабря 2007                                         | | | |
| Швейцария | 16 октября 2004            | 12 декабря 2008                                         | | | Таможенный контроль остаётся, так как Швейцария не состоит в таможенном союзе с Евросоюзом. |
| Швеция | 19 декабря 1996            | 25 марта 2001                                           | 22-23 июля 2011 в связи с трагическими событиями в Норвегии                                                                                | | |
| Эстония | 1 мая 2004                 | 21 декабря 2007                                         | 17-23 апреля 2010. Встреча министров иностранных дел НАТО в Эстонии.                                                                       | | |
| Государство, полностью применяющее Шенгенское законодательство Государство, де-факто входящее в Шенгенскую зону Государство, не применяющее Шенгенское законодательство, однако затронутое им Государство ЕС, не полностью применяющее Шенгенское законодательство Государство, не являющееся участником ЕС, которое в будущем присоединится к Шенгенскому законодательству ЕС на условиях его полного применения Государство, не являющееся участником ЕС, полностью применяющее Шенгенское законодательство Государство ЕС, не применяющее Шенгенское законодательство |                            |                                                         | | | |

### Неучастие или ограниченное участие
При присоединении к ЕС Ирландия и Великобритания специально оговорили своё право на неучастие в общей политике ЕС в отношении внешней политики и внешней безопасности, и поэтому не применяют бо́льшую часть положений Шенгенского законодательства, в частности сохраняют паспортный контроль на своих внешних границах и ведут самостоятельную визовую политику.
Аргументируя своё решение о неприсоединении к Шенгенскому законодательству, Великобритания указывала, что для островного государства пограничный контроль является более эффективной и менее обременительной мерой в борьбе с нелегальной иммиграцией, чем обязательные удостоверения личности и полицейская регистрация, подходящие государствам с протяжённой наземной границей.
Ирландия не разделяет этих взглядов, однако предпочла также не участвовать, чтобы иметь возможность сохранить более важную для неё общую зону беспаспортного перемещения с Великобританией. Неучастие Ирландии обставлено условием неучастия Великобритании, поэтому, если последняя когда-либо изъявит желание присоединиться к Шенгенскому законодательству ЕС, Ирландия будет вынуждена поступить так же.
Великобритания подала в Совет ЕС заявку на формальное участие в предусмотренных Шенгенским законодательством положениях о полицейском и судебном сотрудничестве в 1999 году. Заявка была рассмотрена и одобрена в 2000 году. C 1 января 2005 года сотрудничество формально вступило в силу. Это сотрудничество распространяется на Гибралтар, но не на другие заморские территории, коронные земли и суверенные военные базы.
Заявка Ирландии, поданная в 2002 году, одобрена тогда же, однако формально сотрудничество пока в силу не вступило.

### Неполное применение
Вступление государств в ЕС сопровождается согласованием национального законодательства с Шенгенским законодательством. Однако для полного применения Шенгенского законодательства требуется проведение ряда практических мер, в первую очередь в деле укрепления охраны внешних границ Союза, на что может потребоваться значительное время. Вследствие этого один член ЕС (за исключением Ирландии) применяет Шенгенское законодательство ЕС не в полной мере:
- Кипр

На границе этого государства по-прежнему осуществляется паспортный контроль, а краткосрочные визы (категории C, см. ниже), выдаваемые им, не являются шенгенскими, то есть предоставляют право на посещение только этого государства. При этом въезд в это государство по многократной шенгенской визе разрешён.

### Полное применение
Большинство членов ЕС применяют Шенгенское законодательство ЕС в полной мере:

- Австрия
- Бельгия
- Болгария
- Венгрия
- Германия
- Греция
- Дания
- Испания
- Италия
- Латвия
- Литва
- Люксембург
- Мальта
- Нидерланды
- Польша
- Португалия
- Румыния
- Словакия
- Словения
- Финляндия
- Франция
- Хорватия
- Чехия
- Швеция
- Эстония

Дания обладает особым статусом, закреплённым в Шенгенском протоколе к Амстердамскому договору 1997 года, который позволяет ей не участвовать в шенгенском сотрудничестве в объёме большем, чем существовал на дату подписания Амстердамского договора.
Кроме того, полностью применяют Шенгенское законодательство ЕС следующие государства Европейской экономической зоны/Европейской ассоциации свободной торговли, не являющиеся членами ЕС, и присоединившиеся к Шенгенскому законодательству посредством существующего в ЕС механизма расширенного внешнего сотрудничества:
- Исландия
- Лихтенштейн
- Норвегия
- Швейцария

На границах между этими странами не осуществляется на постоянной основе паспортный контроль (что не исключает возможности проведения выборочного контроля). Краткосрочные визы (категории C, см. ниже), выдаваемые этими государствами, являются шенгенскими, то есть, предоставляют право на посещение всех государств Шенгенской зоны.
Лихтенштейн и Швейцария остаются в совместном таможенном союзе, но не состоят в таможенном союзе с ЕС, поэтому на границах этих стран со странами ЕС осуществляется таможенный контроль.
Поскольку Шенгенские правила и процедуры разрабатываются и изменяются в рамках законодательного процесса ЕС, возможности этих государств в их выработке являются весьма ограниченными: фактически они могут либо принимать те условия, которые вырабатывает ЕС, либо прекратить сотрудничество.

### Статус карликовых государств

#### Ватикан, Монако, Сан-Марино
Ряд карликовых государств Европы, не являясь членами ЕС и не присоединившись к Шенгенскому законодательству ЕС, не имеют охраняемых границ с участниками, полностью применяющими это законодательство:
- Ватикан и Сан-Марино полностью окружены территорией Италии и не имеют ни морских, ни воздушных портов, через которые можно было бы попасть на их территории, минуя территорию Италии.
- Монако имеет морской порт, однако пограничные формальности в нём исполняются представителями Франции, въезд через него считается въездом на территорию Франции.

Де-юре статус Монако отличен от статуса Ватикана и Сан-Марино, так как между Монако и Францией существует формальный договор о представлении Францией интересов Монако во внешних сношениях.
Однако с практической точки зрения все три государства имеют одинаковый статус: они не проводят своей отдельной визовой политики в отношении посетителей, их граждане (подданные) и постоянные жители могут находиться на всей территории ЕС и Европейской экономической зоны по праву. Въезд в эти государства с территории Италии или Франции не считается покиданием последней. Таким образом, их территории де-факто входят в Шенгенскую зону.
Ватикан выражает заинтересованность в непосредственном участии в шенгенских делах ЕС, в частности, в доступе к Шенгенской информационной системе.
В Сан-Марино по желанию гостя Государственная туристическая служба за 5 евро может поставить в паспорт туристическую визу, представляющую собой марку (марки) соответствующего номинала и штамп с гербом и названием государства, названием выдающей организации, датой и надписью «Visto turistico» («Туристическая виза»).

#### Андорра
Андорра не имеет ни морских, ни воздушных портов, через которые можно было бы попасть на её территорию, минуя территорию Испании или Франции. Однако её территория не входит в Шенгенскую зону, несмотря на то, что контроль на её границах не является сплошным. Въезд на территорию Андорры считается покиданием территории Франции или Испании и соответственно Шенгенской зоны.
Пользуясь своим географическим положением, Андорра не выдвигает визовых требований к посетителям из любых стран. При этом Андорра допускает въезд граждан ЕС не только по паспортам, но и по национальным удостоверениям личности.

### Исключения
К некоторым территориям, принадлежащим государствам-участникам Шенгенского законодательства, не применяются все или некоторые его положения.
В большинстве случаев изъятия относятся к удалённым территориям в составе стран ЕС. Географическое положение таких территорий затрудняет прямое, без прохождения паспортного и таможенного контроля, сообщение с Европой. В то же время у них существует потребность в общении с непосредственными соседями, которое было бы сильно затруднено, если бы эти территории стали частью Шенгенской зоны.
В ряде случаев изъятия связаны с существованием прав доступа у представителей наций, которым для посещения ЕС требуются визы.
До присоединения Швейцарии существовали также изъятия в части эксклавов Германии (Бюзинген-на-Верхнем-Рейне) и Италии (Кампионе-д’Италия), окружённых швейцарской территорией. Эти эксклавы и сейчас остаются в таможенном союзе со Швейцарией.

#### Дания
Гренландия и Фарерские острова не входят ни в ЕС, ни в Шенгенскую зону.
В то же время Фарерские острова входят в Северный паспортный союз. Граждане государств этого союза имеют право въезжать на острова без прохождения паспортного контроля, предъявив на посадке в самолёт или на корабль любой документ, удостоверяющий их личность, например, водительское удостоверение. Это право не распространяется на граждан третьих государств, в том числе и граждан ЕС, которые должны предъявить паспорт или идентификационную карточку.
Обычные шенгенские краткосрочные визы, даже выданные Данией, непригодны для въезда в Гренландию или на Фарерские острова. По заявлениям датские консульские учреждения (или учреждения иных стран, представляющих интересы Дании) выдают шенгенские визы с проставленными отметками «Gælder for Grønland» («Действительна для Гренландии»), «Gælder for Færøerne» («Действительна для Фарерских островов») и «Gælder for Grønland og Færøerne» («Действительна для Гренландии и Фарерских островов»).

#### Испания
Испанские города Сеута и Мелилья расположены на побережье Северной Африки и окружены со стороны суши территорией Марокко. Ещё до присоединения к Шенгенскому соглашению марокканским подданным, проживающим в провинциях Тетуан и Надор, было предоставлено право безвизового въезда в эти города. Кроме того, марокканским подданным из других провинций по упрощённой схеме выдаются особые визы, действительные для посещения только Сеуты и Мелильи.
Шенгенские визы действительны для посещения Сеуты и Мелильи, и при въезде в эти города из европейской части Испании или из других стран Шенгенской зоны паспортный контроль отсутствует. Однако при выезде в обратном направлении такой контроль осуществляется на постоянной основе.

#### Нидерланды
Все расположенные за пределами Европы территории, принадлежащие Королевству Нидерланды, не входят ни в ЕС, ни в Шенгенскую зону в связи с их удалённостью от Европы.
Визовый режим этих территорий регулируется в индивидуальном порядке. Представительства Нидерландов выдают специальные визы для посещения заморских территорий; такая виза годна для посещения любой заморской территории Нидерландов. С 14.04.2014 правительство Нидерландов начало применять норму, по которой действующая многократная шенгенская виза в паспорте гражданина любой страны, позволяет своему обладателю посещать эти территории без дополнительных виз.
Расположенные на острове Святого Мартина самоуправляемое государство Синт-Мартен в составе Королевства Нидерланды и французская заморская община Сен-Мартен не имеют между собой пограничного контроля. Поэтому на Синт-Мартен можно также въезжать по французской визе, дающей право посещения Сен-Мартена (однако для последнего подходит только многократная шенгенская виза, выданная Францией).

#### Норвегия
Суверенитет Норвегии над Шпицбергеном установлен Шпицбергенским трактатом, по которому Норвегия обязана обеспечить свободу поселения и экономической деятельности на архипелаге для представителей всех наций, подписавших или присоединившихся к трактату.
Вследствие этого Шпицберген не входит ни в Шенгенскую зону (хотя попадание туда в объезд Норвегии может быть затруднительно), ни в Европейскую экономическую зону.
Несмотря на то, что во многих отношениях Шпицберген и Ян-Майен рассматриваются как единое целое, безвизовый режим Шпицбергена на остров Ян-Майен не распространяется.

#### Франция
Все заморские владения Франции, как входящие, так и не входящие в ЕС, не подчиняются Шенгенскому законодательству в связи с их удалённостью от Европы.
Визовый режим этих территорий регулируется в индивидуальном порядке, и как правило, список наций, представителям которых не требуется виза для кратковременного посещения, шире, чем для ЕС.
Французские представительства выдают специальные визы для посещения заморских территорий. С 2014 года граждане ряда государств (среди которых Россия, Украина и Беларусь), обладающие многократной шенгенской визой сроком действия не менее полугода, выданной Францией, могут посещать упомянутые территории без оформления дополнительных виз.
Расположенные на острове Святого Мартина французская заморская община Сен-Мартен и самоуправляемое государство Синт-Мартен в составе Королевства Нидерланды не имеют между собой пограничного контроля. Несмотря на это, на французскую часть требуется шенген, выданный Францией, в то время как на нидерландскую — любой.

## Шенгенская зона

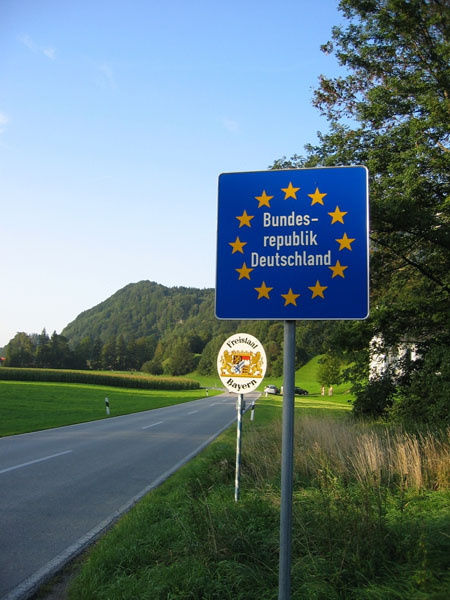
Германско-австрийская граница близ Куфштейна: на границу указывает всего лишь дорожный знак

Совокупная территория государств, полностью применяющих Шенгенское законодательство, и участников де-факто, за вычетом изъятий составляет так называемую Шенгенскую зону, то есть, пространство, на котором передвижение людей происходит максимально беспрепятственно, без проводимого на постоянной основе паспортного контроля.
Внутренние границы государств-членов зоны, согласно законодательству ЕС, допускается пересекать в произвольном месте (то есть не только в обозначенных пограничных переходах) гражданам (подданным) любых государств.

## Категории виз
Категории виз унифицированы по всем странам ЕС.
В зависимости от цели путешествия классифицируют:
- Категория A является транзитной аэропортовой визой, которая позволяет владельцу перемещаться по международной зоне аэропорта страны шенгенского соглашения без въезда в страну шенгенской зоны. Транзитная аэропортовая виза обязательна для граждан, которые путешествуют между странами — не членам шенгенского соглашения с помощью пересадки на самолёт в аэропорту страны шенгенского соглашения.

Для транзита через аэропорты стран-участниц Шенгенского соглашения, даже если не предполагается выход из контролируемой зоны аэропорта при следовании из третьей страны в страну, не являющуюся членом Шенгенского соглашения, граждане Афганистана, Бангладеш, Ганы, Ирака, Ирана, Демократической Республики Конго, Нигерии, Пакистана, Сомали, Шри-Ланки, Эритреи и Эфиопии обязаны заранее получить краткосрочную визу категории A в дипломатическом представительстве страны-члена Шенгенского соглашения. Невыполнение этого требования ведёт к тому, что пассажиру будет отказано в посадке на рейс, следующий в страну-участницу Шенгенского соглашения, либо авиакомпания несёт значительную финансовую ответственность и может подпадать даже под серьёзные административные санкции вплоть до запрета осуществления полётов в страны ЕС.
Государства-участники имеют право распространять требование наличия визы для транзитного следования через международные аэропорты на своей территории на граждан иных государств. В частности, граждане Российской Федерации должны иметь визу для транзитного следования через аэропорт на территории Франции при условии прибытия в него прямым рейсом из Азербайджана, Армении, Беларуси, Грузии, Египта, Молдовы, Турции или Украины.
Требование наличия визы при следовании транзитом через аэропорт страны-члена Шенгенского соглашения из страны, не являющейся участником Шенгенского соглашения, в третью страну, не являющуюся участником Шенгенского соглашения, не распространяется на тех, кто:
- имеет действительную национальную визу или вид на жительство, выданные государством-членом Шенгенского соглашения или государством-участником законодательства ЕС в сфере визовой политики и безопасности,
- имеет действительный вид на жительство, выданный Андоррой, Канадой, Сан-Марино, США или Японией, при условии, что этот документ гарантирует безусловное право возвращения в соответствующую страну,
- имеет действительную визу государства-участника ЕС или Европейской экономической зоны, Канады, США или Японии, или возвращается из соответствующей страны сразу после того, как таковая виза была использована,
- является членом семьи гражданина ЕС,
- имеет дипломатический паспорт,
- является членом экипажа воздушного судна, обладающим гражданством государства-участника Чикагской конвенции о международной гражданской авиации.

- Категория B. Транзитная виза, действительная для одного, двух или, в исключительных случаях, нескольких въездов с целью проследования через территорию одного из государств-участников в третье государство. Срок транзита не превышает 5 дней.

Этот тип визы не выдаётся гражданам государств, которым предоставлено право безвизового пребывания на территории стран-участниц Шенгенского законодательства.
С 5 апреля 2010 года визы категории B не выдаются для Шенгенской зоны, однако по-прежнему выдаются для стран и территорий, не входящих в неё.
- Категория С. Краткосрочная виза, действительная для одного или нескольких въездов, причём общая продолжительность пребывания не может превышать трёх месяцев (90 дней) из всякого полугодия (180 дней) на всей территории стран-участниц Шенгенского законодательства.

Этот тип визы не выдаётся гражданам государств, которым предоставлено право безвизового пребывания на территории стран-участниц Шенгенского законодательства.
Визы категории C выдаются для поездок с разными целями, например: посещение родных/знакомых, лечение, бизнес, учёба, сезонная краткосрочная работа, туризм, а с 5 апреля 2010 года и транзит. Конкретная классификация оснований и правила подачи заявления о выдаче визы по каждому из них определяются каждым отдельным государством-членом. Общее правило гласит, что, если поездка совершается по нескольким странам Шенгенской зоны, то надлежит обращаться за визой в представительство того государства-участника, где находится основная цель поездки, или, если основную цель поездки невозможно определить, государства-участника, в котором предполагается наидольшее пребывание.
Виза категории C, выданная государством, полностью применяющим Шенгенское законодательство, даёт право въезжать и перемещаться по всей Шенгенской зоне (кроме виз LTV, см. ниже). Виза категории C, выданная государством, частично применяющим Шенгенское законодательство, даёт право въезжать и перемещаться только по территории этого государства.
- Категория D. Национальные визы на срок пребывания, превышающий 90 дней. Являясь национальными, выдаются каждым государством в соответствии со своим законодательством. С 5 апреля 2010 года виза категории D, выданная государством, полностью применяющим Шенгенское законодательство, даёт право, проживая на территории выдавшей её страны, перемещаться по всей Шенгенской зоне не более трёх месяцев (90 дней) из всякого полугодия (180 дней), упраздняя таким образом существовавшую ранее комбинированную категорию C+D.

В исключительных случаях гуманитарного характера даже государства, полностью применяющие Шенгенское законодательство, могут издавать визы категории С, действительные только на их территории и не дающие права передвижения по всей территории шенгенской зоны. Такие визы имеют обозначение LTV (limited territorial validity).
Кроме того, в визе типа С в первой строке («Valid for» / «Valable pour») могут делаться специальные отметки, исключающие одну или несколько стран-членов Шенгенского соглашения из действия этой визы. В таком случае запись содержит кодовое двухбуквенное обозначение страны и значок «минус» (тире) перед двухбуквенным кодом. Например, «ESTADOS SCHENGEN (-LI)» означает, что виза не годна для посещения Лихтенштейна, являющегося, тем не менее, полноценным участником Шенгенского соглашения, и въезд в княжество по этой визе будет являться для держателя визы незаконным.